# Ḫarapšili
Ḫarapšili war um die Wende vom 16. zum 15. Jahrhundert v. Chr. hethitische Großkönigin und Frau Alluwamnas.
Ḫarapšili war die Tochter von Großkönig Telipinu. Ihre Hochzeit mit Aluwamna ermöglichte diesem in der Folge Großkönig zu werden.
Alluwamna und Ḫarapšili wurden für eine unbestimmte Zeit nach Mallidaškuriya verbannt.